# 248 Lameia

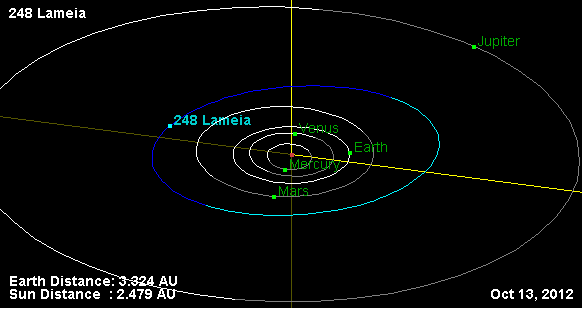
Órbita do asteroide Lameia.

Lameia (asteroide 248) é um asteroide da cintura principal com um diâmetro de 48,66 quilômetros, a 2,31110139 UA. Possui uma excentricidade de 0,06463141 e um período orbital de 1 418,54 dias (3,88 anos).
Lameia tem uma velocidade orbital média de 18,94849131 km/s e uma inclinação de 4,05247793º.
Esse asteroide foi descoberto em 5 de Junho de 1885 por Johann Palisa.
Este asteroide recebeu este nome em homenagem à personagem Lâmia da mitologia grega.